# コッピア・フェラレーゼ

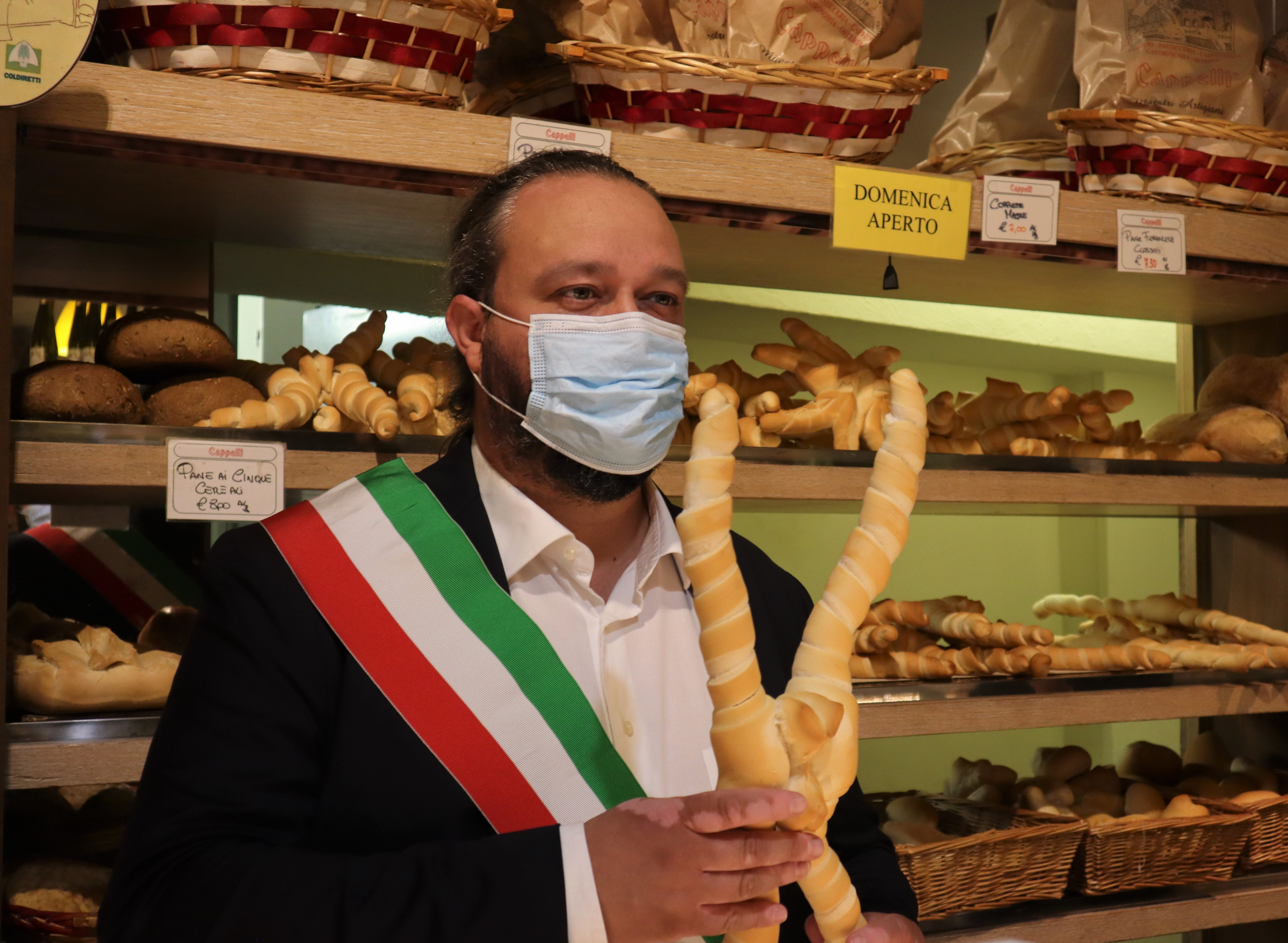
コッピア・フェラレーゼを持つアラン・ファブリ（2019年よりフェラーラ市長）

コッピア・フェラレーゼ（イタリア語: coppia ferrarese）は、イタリア・フェラーラ特産のパン。

## 概要

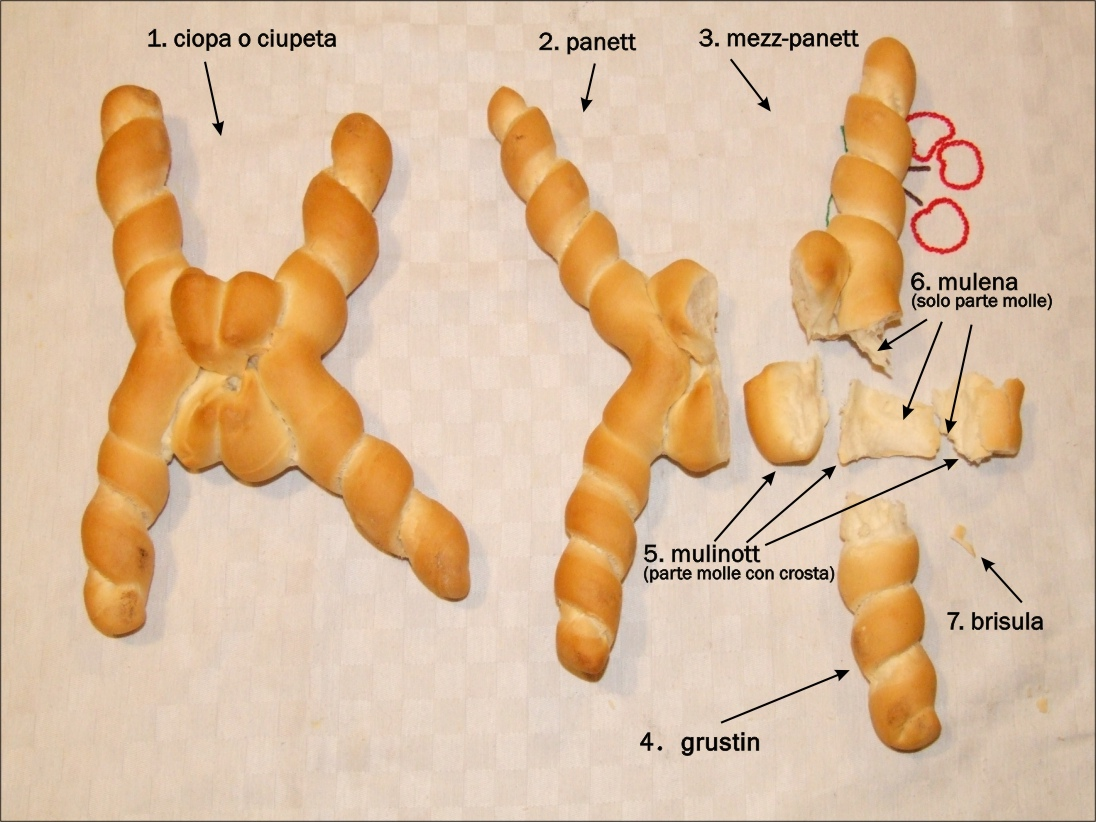
分解したところ

アルファベットの「H」や「X」ような形状が外観の特徴となっている。角の形をした2本のパンが結び目で接合されて対になった形状である。「コッピア」は英語の「カップル」の意。
パンの外側は黄金色で、中はぎっしりと詰まっている。硬いが、しっとりとした食感もある。香ばしい風味はこの地域の特産であるハムやサラミととても相性が良い。
近年作れる職人が減っているとも言われている。

## 歴史

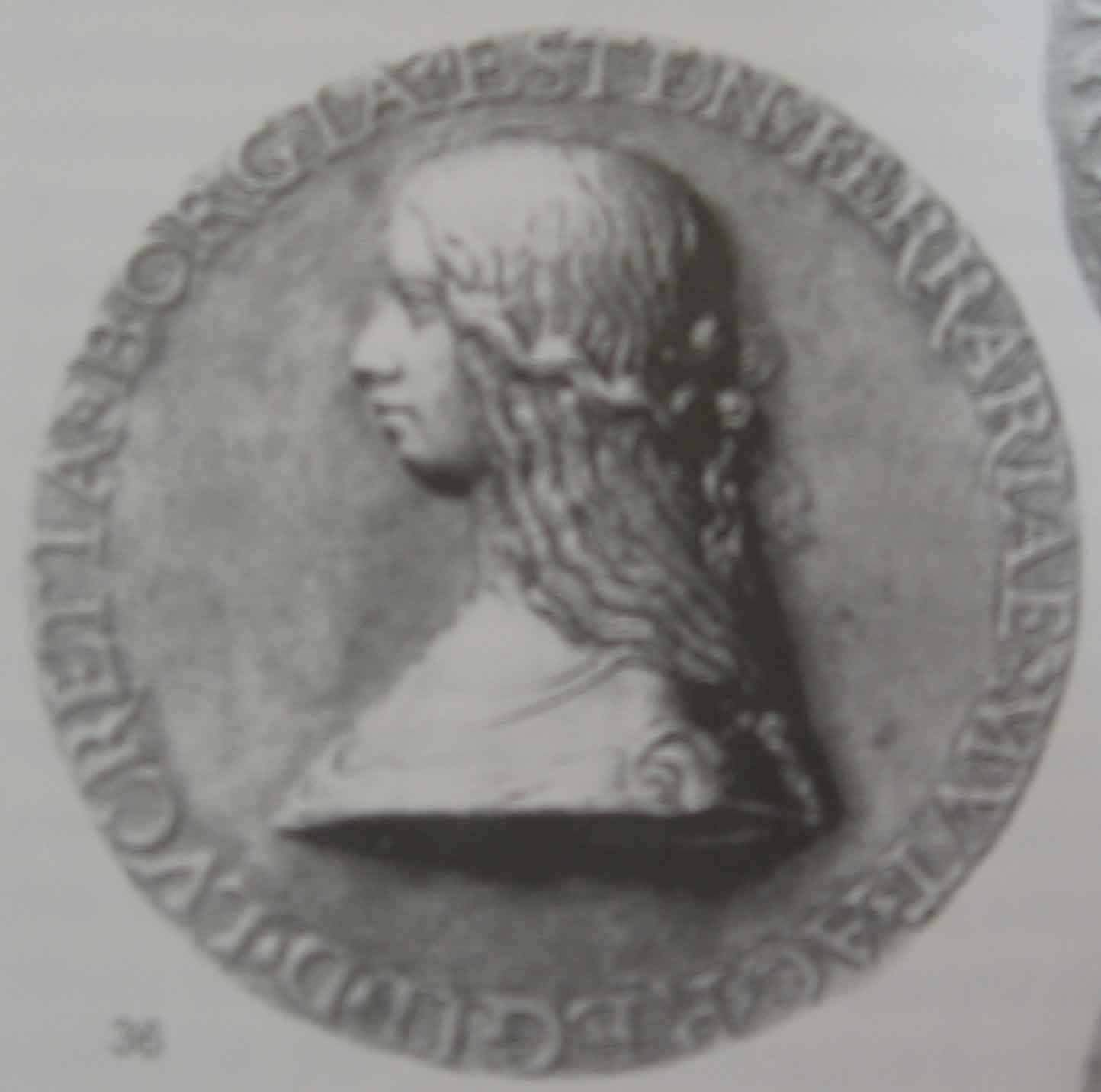
ルクレツィア・ボルジアの肖像の硬貨

この地の領主であるエステ家宮廷に仕えていた料理人クリストフォロ・ディ・メッシスブーゴが残した料理書には、1536年に開催されたフェラーラ公エルコレ2世・デステの宴会の席でコッピア・フェラレーゼが出されたことが記されている。
コッピア・フェラレーゼのねじれた形状は、エルコレ2世・デステの母・ルクレツィア・ボルジアの巻き髪に発想を得て作られたものなのだとされる。